# Wilhelm Flenner
Wilhelm Flenner (10 novembre 1922 – febbraio 1995) è stato un sollevatore austriaco che gareggiò nelle categorie dei pesi massimi leggeri e mediomassimi, campione europeo nel 1953 a Stoccolma.

## Carriera
Militò nell'SC Wacker di Vienna. Prese parte ai Giochi olimpici di Helsinki del 1952, piazzandosi al quattordicesimo posto. Ai campionati europei conquistò tre medaglie (una d'oro, una d'argento e una di bronzo) tra il 1951 e il 1954.